# 神田裕之
神田 ヤスシ（かんだ やすし、1978年8月29日 - ）は、日本の男性プロレスラー。元レフェリー。千葉県千葉市出身。DRAGON GATE所属。血液型A型。

## 経歴
闘龍門の2期生の試験に合格して1997年11月10日にメキシコへ渡る。プロレスデビューもメキシコで、1998年8月29日に行われた闘龍門自主興行のSAITO戦である。メキシコでは元WWEのTAJIRIとタッグチームを組んだこともあった。
1999年に日本に凱旋登場し、同年にはみちのくプロレスへも初参戦を果たしている。2000年には全日本プロレスにも登場。同年には望月成晃、望月享らとM2Kを結成し活動した。この頃は怒髪天のような逆立ち金髪のモヒカン頭で、一度見たら忘れられないインパクトがあり、ドン・フジイと髪型について論争になったこともあった。
2001年10月10日の興行中に堀口元気から受けたビーチブレイクにより、首の骨が横に1.5cmスライドするという怪我を負い、「これ以上ずれたら命に関わる」という診断をされた。後にこの怪我が原因となって、2002年10月28日に引退する。引退試合の相手は闘龍門同期のストーカー市川であった。
引退後は、闘龍門にて教頭になった。DRAGON GATE設立後は同団体にて大会本部長として活動。またレフェリーもこなした。
2005年8月からトレーニングを再開。医師からの許可も下りて、復帰のための準備が始まる。それに際して、過去の抗争相手であるドン・フジイとの抗争を再燃させる。フジイが「神田がレフェリーをすると勝てない」といちゃもんをつけるようになり、しまいには神田を暴行、怒った神田が復讐をするというストーリーが組まれ、2006年3月17日に望月、横須賀とのオリジナルM2Kで一夜限りの現役復帰を果たした。その後、ファンの署名活動により、本格復帰。マッスル・アウトローズとの抗争でも試合を行い、WARの復活興行にも参戦選手として名を連ねている。8月には現役に専念するために大会本部長をベーカリー八木に譲り、「現在のDRAGON GATEの動きに付いて行くためにトレーニングに専念する」と宣言し、一時的に試合に参加していなかったが、同月に始まったオープン・ザ・トライアングルゲート王座決定リーグ戦で、望月、フジイが負傷欠場したマグナムTOKYOの代理として指名したことから継続参戦するようになった。
復帰後はあまり目立ったポジションには立たなかったが、2007年7月1日の神戸ワールドで堀口の持つオープン・ザ・ブレイブゲート王座に挑戦。神田はそれまで88キロあった体重をわずか1か月近くの間に80キロまで落とすという減量に成功し、試合にも勝利しブレイブ王座を獲得した。
復帰後しばらくはモヒカンをやめていたが、後に再び髪型をモヒカンスタイルにしている。青いマウスピースを口にくわえて威風堂々と入場したり、金村キンタローとタッグを組んでブリブラダンスを披露するなど、選手として剛柔の幅を広げつつある。
2007年10月21日の京都大会にて復帰したGammaが、制裁マッチとして組んだ八木隆行、玉岡金太、大宅龍則のレフェリー3人vsマッスルアウトローズの試合にレフェリーとして志願。しかし、その試合に介入してマッスル・アウトローズに加入。M2K時代に使用していたブルーボックスでのラフプレーも復活した。
2008年に入ってから、2007年にプロレス大賞新人賞を獲得したB×Bハルクに対してことあるごとに攻撃を仕掛け、ハルクとの抗争が始まる。さらに、2月からは同門である吉野正人、3月20日からは土井成樹とも仲間割れし、一時は「今までのは芝居だった」と白紙になったが、5月5日の愛知県体育館で行われたマスカラ・コントラ・カベジェラ金網6WAYマッチにて、吉野と仲間割れし敗北。丸坊主となった。同時に土井、吉野はマッスルを離脱し、ハルクとの抗争も一度は終結した。しかし、REAL HAZARDの結成に伴い、再びハルクを狙い始め、6月12日にはシングルマッチで激突するが、試合はハルクが普段とは異なる、ダークサイド・ハルクで登場し、試合は普段とは違うラフファイトに防戦一方となり敗北。
7月12日、Gamma、YAMATOをパートナーにオープン・ザ・トライアングル・ゲート王座初戴冠、第20代王者となる。
やがてユニットが堀口・斎藤了の脱退でディープドランカーズとなるが、神田は相変わらずセコンドなどでブルーボックスを持ち込んだりしていた。
その後、土井が率いる土井軍（仮）に加入して、その土井軍もWARRIORSと合体しBlood WARRIORSとなる。しかし、後から加入した戸澤陽らに追放されたが、同じく追放された堀口、斎藤の計らいでジミーズ入りを果たした（久々のベビーターン）。
2014年より土井をターゲットにして抗争を展開するがのちに大きな抗争となり、谷嵜なおきとの仲間割れなども始まる。現在、谷嵜との関係は修復するも8月17日に再び土井を襲撃した。
しかし、2017年9月21~10月5日の試合でススムとの試合で誤爆があり、ジミーズ解散最終試合で神田がレッドボックスでススムを殴打、ジミーズの解散と同時にVerserKへ加入しまさかのヒールターンを果たした。
2019年10月8日の後楽園大会にてセミファイナルでの8人タッグが行われ、ウルティモ・ドラゴンへの凶器攻撃をEitaから命じられたが、Eitaをプラボックスで殴打し、ウルティモの窮地を救った。 試合後、神田の突然の裏切りにR・E・Dは激怒するが、「REDみたいなクソみたいなチーム！抜けてやるよ！俺が校長をボックスで殴れるわけねぇだろ！」と発言。自らR・E・Dを離脱し、ウルティモへの忠誠を誓った。
2022年6月3日、M3K結成に伴い神田 ヤスシに改名。

## 得意技
ダイビング・エルボー・ドロップ（旧：下剋上エルボー）
コーナーから決める際「下剋上じゃー!」と叫んでいたことから。エルボーを叩きつけた後、フォールに入るときはニー・オン・ザ・ベリーの状態で拳を突き上げる。ヒールターンしてからは、膝で相手の首を押さえつけるようになった。神田の主なフィニッシュ技の一つ。
琉'S（リュウズ）
旋回式FFF。エンジェルズ・ウィングスと同型。ダブルアームで相手をクラッチし、持ち上げた後に旋回してから顔面を叩きつける。ブルーボックスに叩きつけることもある。神田の主なフィニッシュ技の一つ。
ジャーマン・スープレックス・ホールド
神田の隠し技のひとつ。
パンケーキ
走ってくる相手の腰を抱え上げて、このまま後ろに倒れ込むフェイス・バスター。
カウンター式サイド・バスター
相手がコルバタなどを仕掛けてきた時に、投げられる寸前にサイド・バスターで切り返す。
ヤスシ・トルネード
ジョン・ウー
相手の腹部めがけての低空式ドロップキック。高々と「ジョン・ウー!」と予告をするため失敗することも多い。決まるのは稀。横須賀享の「ジャンボの勝ち!」とコラボレーションすることがあり、「ジャン・ウー!」と呼ばれる。同じように予告はするがこちらはよく決まる。
顔面掻きむしり
マンハッタン・ドロップ
ジョン・ウーへ移行するための布石技。マンハッタン・ドロップ→顔面掻きむしり→ジョン・ウーが一連のムーブ。
キャンディ・マジック
「ジョン・ウー！」と予告しつつ相手の不意を着いて首固めで丸め込む技。現在では相手の技を切り返しての丸め込みを指すこともある。
神田ロケット
斎了ロケットの様に飛んで放つ、エルボー・ドロップ。スモーズ時代に使用していた。
トルナド・デ・アカプルコ
切り揉み式ボディプレス。大一番でのみ披露される隠し技でありここ数年披露されていなかったが、2023年のRey de parejas決勝戦で久々に繰り出した。

## タイトル歴
DRAGON GATE
- 第6代・第32代オープン・ザ・ブレイブゲート王座
- 第63代オープン・ザ・ツインゲート王座（パートナーは望月ススム）
- 第20代・第34代・第42代・第47代・第56代・第57代オープン・ザ・トライアングルゲート王座（パートナーはGamma、YAMATO→堀口元気、斎藤了:2回→ジミー・ススム、Mr.キューキュー“谷嵜なおき”豊中ドルフィン→堀口元気H.A.Gee.Mee!!、斎藤"ジミー"了→ジミー・ススム、斎藤"ジミー"了）

闘龍門JAPAN
- 第3回ヤングドラゴン杯優勝
- 第1回ヤマハカップ優勝（&望月享）
- IWRGインターコンチネンタルタッグ王座 : 1回（＆望月享）

UWA
- UWA世界6人タッグ王座 : 1回（＆望月享、ダークネスドラゴン）

## エピソード
- マグナムTOKYOをM2Kのリーダーに据えるために堀口元気の自費3万円をはたいてダンスレッスンを受けたが、首の負傷に加えてリズム感がなかったため一人だけついていけなかった。
- 教頭時代、新M2Kのリーダー・望月成晃の要求をすぐに承認していたため、マグナムに「癒着している」とバッシングを受けていた。
- 復帰後はコスチュームにあった「下克上」の文字は消え、「もう下克上って言うほどのポジションではないので」ということで、下克上の文字はデビュー当時のYAMATOに引き継がれた。しかし、YAMATOもアメリカ修行から帰国してからは下克上の文字を消した。
- 軍鶏をモチーフにしていて、コスチュームにも反映されている。2009年には右上腕部に軍鶏の刺青を施した。